# Sara Crowe
| Sara Crowe                                | Sara Crowe                                                 |
| Kattints az alábbi külső linkek egyikére! | Kattints az alábbi külső linkek egyikére!                  |
| ----------------------------------------- | ---------------------------------------------------------- |
| Nem található szabad kép.(?)              |                                                            |
| külső link · jogvédett                    | Laura szerepében a „Négy esküvő és egy temetés”-ben (1994) |

Sara Crowe (Irvine, North Ayrshire, Skócia, Egyesült Királyság, 1966. március 12. –) brit (skót) színpadi és filmszínésznő, humorista, regényíró. Ismertebb filmjei a Folytassa, Kolumbusz! (1992) és a Négy esküvő és egy temetés (1994).

## Élete

### Színészi pályája
Színpadi, filmes és televíziós pályáját 1986-ban kezdte. Apró, névtelen szerepek után 1992-ben megkapta az egyik főszerepet Gerald Thomas Folytassa, Kolumbusz! c. vígjátékában. 1994-ben Mike Newell rendező Négy esküvő és egy temetés~~ című vígjátékában ő volt az első esküvői történet menyasszonya. A londoni West End színházban szerepelt Noël Coward Magánéletek és Szénaláz c. vígjátékaiban, Shakespeare Vízkereszt, vagy amit akartok-jában, Maugham The Constant Wife-jában és Victoria Wood Acorn Antiques c. musical-jében.
Állandó és rendszeres szereplője a Seven Deadly Sins Four Deadly Sinners című vígjátéksorozatnak, amelyet Norman Hudis és Marc Sinden, a Folytassa-sorozat írója és producere állítottak össze. Az 1990-es évek közepén Nagy-Britanniában országos hírnévre tett szert a Philadelphia krémsajt televíziós reklámklipjei révén, ahol Ann Brysonnal (*1964) együtt két naív szőkeséget adnak elő, egy titkárnőt és a barátnőjét.
 
Crowe, Brysonnal együtt sikeres komika-párost alkotott a kabarészínpadokon is. 1995-ben Crowe és Bryson két banki alkalmazottat alakított A kis dobás című krimi-filmvígjátékban, ahol Cliff (Alfred Molina) agyára mennek. 
Az 1995–1996-os Sometime, Never című szituációs komédia-sorozatban is együtt vitték a két főszerepet (Max és Bernice).
2010-ben szerepelt Tony Hawks sikerregényének filmváltozatában, a Round Ireland with a Fridge-ben. 2012-ben a londoni Jermyn Street színházban Ibsen St. John’s Eve c. színművében.
2009-2020- között szerepelt a Manó Benő és Lili hercegnő apró királysága című televíziós gyermekfilm-sorozatban (személyében és az animációs karakterek hangjával), és 2013-ban megjelent a BBC EastEnders c. sikeres sorozatában is.
Crowe magyar szinkronhangját Kiss Erika, Kocsis Mariann és Mezei Kitty adta.

### Magánélete
Első férje Jim Dale fia, Toby Dale volt, akihez 1992 júliusában ment feleségül. Ugyanebben az időben forgatták a Folytassa, Kolumbusz! című filmet, melyben Crowe mellett apósa és férje is szerepelt. 1998-ban elváltak. 
2003-ban ismét férjhez ment, második férje Sean Carson.

## Irodalmi művei
Megjelent regényei:
- 2014: Campari for Breakfast
- 2014: Bone Jack
- 2016: Martini Henry

### Magyarul
- Campari reggelire; ford. Beke Zsolt; Athenaeum, Bp., 2015

## Főbb filmszerepei
- 1986–1987: Now, Something Else, tévésorozat, több szerepben
- 1988: Cabaret at Jongleurs, tévésorozat, Flaming Hamsters Duo, Ann Brysonnal együtt
- 1990: Haggard, tévésorozat, Fanny Foulacre
- 1992: Folytassa, Kolumbusz! (Carry On Columbus), Fatima
- 1994: Négy esküvő és egy temetés (Four Weddings and a Funeral), Laura, az első menyasszony
- 1994: Scarlett, tévé-minisorozat, Lulie Harris
- 1995: A kis dobás (The Steal), banki alkalmazott, titkárnő
- 1995–1996: Sometime, Never, tévésorozat, Max (Ann Brysonnal, Bernice)
- 2001: Big Meg, Little Meg, tévésorozat, Margaret Johnson
- 2004: Baleseti sebészet (Casualty), tévésorozat, Kerry Summerston
- 2005: Az otthon zöld füvén (The Green Green Grass), tévésorozat,  Tamara
- 2009: Skins, tévésorozat, fodrász- és kozmetika tanárnő
- 2010: Round Ireland with a Fridge, Nicola
- 2013: EastEnders, tévésorozat, Sheila Morris
- 2010–2016: Doktorok  (Doctors), tévésorozat, Mrs. Lowick / Sarah Blasdale
- 2017: Kisvárosi gyilkosságok (Midsomer Muders), tévésorozat, Kegyetlen verseny epizód, Ailsa Benson
- 2009–2010: Manó Benő és Lili hercegnő apró királysága (Ben & Holly’s Little Kingdom), tévésorozat, Thistle királynő / Mrs. Witch / Mrs. Big / …